# Ottone del Carretto
Ottone del Carretto (1160 circa – 1240 circa) è stato un nobile, politico e militare italiano di stirpe franca, discendente dalla dinastia degli Aleramici attraverso i marchesi Del Vasto; ereditò il titolo di marchese di Savona ma preferì, per primo, adottare quello di "De Carreto", derivato dal nome del castello vicino a Cairo che divenne la sua residenza principale.

## Biografia
Figlio di Enrico I del Carretto e di Beatrice del Monferrato, è stato il primo di quattro figli. Suoi fratelli furono Enrico II (*~1170 †~1231), Isabella (*? †1191); e i due vescovi di Savona, Ambrogio (*1170 †1192) e Bonifacio I (*1172 †1224). 
Da Ottone discendono la linea dei marchesi di Santa Giulia di Dego e il ramo dei "Del Carretto di Ponti e Sessame".
Alla morte del genitore, i fratelli si divisero i domini paterni: il territorio ottenuto da Ottone si spingeva verso nord-est fino quasi ad Acqui, dove si trovavano i feudi di Sessame, Bubbio, Cassinasco, Monastero Bormida e Ponti. Da Ponti il confine scendeva verso sud lungo la valle della Bormida di Spigno, fino ai castelli di Dego, Carretto, Cairo.
Ottone rinunciò rapidamente alla propria autonomia politica. Nell'aprile 1191 vendette per 1500 lire tutti i residui beni e diritti feudali, che deteneva a Savona e nei territori circostanti. Successivamente Ottone cedette anche i diritti feudali sui propri domini nelle Langhe, parte al comune di Asti (1209) e parte a quello di Genova (1214), ottenendone in cambio un compenso e la reinvestitura degli stessi beni come vassallo per sé e per i suoi eredi.
Nel 1194 fu eletto podestà dai genovesi, che guidò nella spedizione voluta da Enrico VI di Svevia in Sicilia. Lo Hohenstaufen aveva promesso ai liguri, in cambio del loro aiuto, la città di Siracusa e la Val di Noto. Nonostante il successo ottenuto l'imperatore rifiutò di mantenere i patti poiché il del Carretto era stato eletto podestà senza i crismi dell'ufficialità, dato che aveva assunto la carica a causa della morte per febbri del suo predecessore, Uberto de' Olevano.
Nel 1212 fu eletto podestà di Asti.
Negli anni successivi sino alla morte fu coinvolto nelle vicende politiche della Liguria e del basso Piemonte.
La data di morte è ignota ma è da porre tra il 1237, ultima apparizione in vita del suo nome in un documento, ed il 1242.

## Matrimonio e discendenza
Ottone si sposò con Alda Embriaco, figlia di Ugo, signore di Gibelletto. La coppia ebbe tre figli:
- Ugo (*? †ante 1228), podestà di Savona nel 1202, di Asti nel 1212 e 1225 e di Alba nel 1217;
- Enrico (*? †?)
- Manfredo (*? †?)

## Ascendenza
|                            |                          |                             | Genitori                         |  |  | Nonni |  |  | Bisnonni          |  |  | Trisnonni                  |  |
|                            |                          |                             |                                  |  |  |       |  |  | Ottone III (Tete) |  |  | Anselmo III del Monferrato |  |
|                            |                          |                             |                                  |  |  |       |  |  | Ottone III (Tete) |  |  | Anselmo III del Monferrato |  |
|                            |                          | N.N.                        |                                  |  |  |       |  |  | Ottone III (Tete) |  |  |                            |  |
| Bonifacio Del Vasto        |                          |                             |                                  |  |  |       |  |  | Ottone III (Tete) |  |  |                            |  |
|                            |                          | Berta di Torino             | Olderico Manfredi II             |  |  |       |  |  |                   |  |  |                            |  |
|                            |                          | Berta di Torino             | Olderico Manfredi II             |  |  |       |  |  |                   |  |  |                            |  |
|                            |                          | Berta di Torino             | Berta di Milano                  |  |  |       |  |  |                   |  |  |                            |  |
| Enrico I                   |                          | Berta di Torino             |                                  |  |  |       |  |  |                   |  |  |                            |  |
|                            |                          | Ugo I di Vermandois         | Enrico I di Francia              |  |  |       |  |  |                   |  |  |                            |  |
|                            |                          | Ugo I di Vermandois         | Enrico I di Francia              |  |  |       |  |  |                   |  |  |                            |  |
|                            |                          | Ugo I di Vermandois         | Anna di Kiev                     |  |  |       |  |  |                   |  |  |                            |  |
| Agnese di Vermandois       |                          | Ugo I di Vermandois         |                                  |  |  |       |  |  |                   |  |  |                            |  |
|                            |                          | Adelaide di Vermandois      | Erberto IV di Vermandois         |  |  |       |  |  |                   |  |  |                            |  |
|                            |                          | Adelaide di Vermandois      | Erberto IV di Vermandois         |  |  |       |  |  |                   |  |  |                            |  |
|                            |                          | Adelaide di Vermandois      | Adelaide del Vexim (o di Valois) |  |  |       |  |  |                   |  |  |                            |  |
| Ottone Del Carretto        |                          | Adelaide di Vermandois      |                                  |  |  |       |  |  |                   |  |  |                            |  |
|                            | Ranieri I del Monferrato | Guglielmo IV del Monferrato |                                  |  |  |       |  |  |                   |  |  |                            |  |
|                            | Ranieri I del Monferrato | Guglielmo IV del Monferrato |                                  |  |  |       |  |  |                   |  |  |                            |  |
|                            | Ranieri I del Monferrato | Otta di Agliè               |                                  |  |  |       |  |  |                   |  |  |                            |  |
| Guglielmo V del Monferrato | Ranieri I del Monferrato |                             |                                  |  |  |       |  |  |                   |  |  |                            |  |
|                            |                          | Gisella di Borgogna         | Guglielmo I di Borgogna          |  |  |       |  |  |                   |  |  |                            |  |
|                            |                          | Gisella di Borgogna         | Guglielmo I di Borgogna          |  |  |       |  |  |                   |  |  |                            |  |
|                            |                          | Gisella di Borgogna         | Stefania di Borgogna             |  |  |       |  |  |                   |  |  |                            |  |
| Beatrice del Monferrato    |                          | Gisella di Borgogna         |                                  |  |  |       |  |  |                   |  |  |                            |  |
|                            |                          | Leopoldo III di Babenberg   | Leopoldo II di Babenberg         |  |  |       |  |  |                   |  |  |                            |  |
|                            |                          | Leopoldo III di Babenberg   | Leopoldo II di Babenberg         |  |  |       |  |  |                   |  |  |                            |  |
|                            |                          | Leopoldo III di Babenberg   | Ida di Formbach-Ratelnberg       |  |  |       |  |  |                   |  |  |                            |  |
| Giuditta di Babenberg      |                          | Leopoldo III di Babenberg   |                                  |  |  |       |  |  |                   |  |  |                            |  |
|                            |                          | Agnese di Waiblingen        | Enrico IV di Franconia           |  |  |       |  |  |                   |  |  |                            |  |
|                            |                          | Agnese di Waiblingen        | Enrico IV di Franconia           |  |  |       |  |  |                   |  |  |                            |  |
|                            |                          | Agnese di Waiblingen        | Berta di Savoia                  |  |  |       |  |  |                   |  |  |                            |  |
|                            |                          | Agnese di Waiblingen        |                                  |  |  |       |  |  |                   |  |  |                            |  |